# 92 km (rejon kiriski)
92 km (ros. 92 км) – przystanek kolejowy w pobliżu miejscowości Bieriezniak, w rejonie kiriskim, w obwodzie leningradzkim, w Rosji. Położony jest na linii Mga – Budogoszcz.